# Stolen by Gypsies
Stolen by Gypsies je americký němý film z roku 1905. Režisérem je Wallace McCutcheon Sr. (1858/1862–1918). Film byl uveden do amerických kin v červenci 1905.
Jedná se o první film, ve kterém se objevil americký herec s německým původem Paul Panzer (1872–1958).